# 瞿式耜墓
瞿式耜墓，位于中国江苏省苏州常熟市虞山剑门景区北侧山顶拂水岩牛窝潭。1650年，南明文渊阁大学士兼兵部尚书瞿式耜（1590-1650）在桂林城破被杀后，其孙瞿昌文将遗骨归葬于常熟宝岩祖基。清康熙十八年（1679年），迁葬于虞山拂水岩牛窝潭。瞿式耜墓占地面积达1820平方米，墓碑刻“瞿忠宣公之墓”，墓前神道长56.5米，建有“清赐谥忠宣明文忠瞿公墓”石坊，坊柱对联为“三更白月黄埃地，一寸丹心紫极天”。1981年及2001年重修，1957年公布为江苏省文物保护单位，1982年重新公布。